# Église Saint-Rémy de Saint-Rémy-de-Sillé
Pour les articles homonymes, voir Église Saint-Rémi.
L'église Saint-Rémy est une église catholique située à Saint-Rémy-de-Sillé, en France.

## Localisation
L'église est située dans le département français de la Sarthe, au centre du bourg de Saint-Rémy-de-Sillé.

## Historique
L'édifice est classé au titre des monuments historiques depuis le 11 décembre 1912.